# Obscuritatem advoco amplectère me
Obscuritatem advoco amplectère me ist das Debütalbum des schwedischen Black-Metal-/Death-Industrial-Projekts Abruptum.

## Entstehung
Beide Stücke wurden 1992 von IT geschrieben. Das Album wurde 1992 in den Abruptum Studios aufgenommen und erschien 1993 bei Deathlike Silence Productions.
1999 wurde das Album von Evil auf Blooddawn Productions wiederveröffentlicht.

## Titelliste
Original
1. Part I – 25:31
2. Part II – 25:28

## Stil
Wolf-Rüdiger Mühlmann vom Rock Hard beschreibt die Veröffentlichung als „aufgenommene Schreie während einer Selbsttortur der beiden Macher“, „vertonten Drogenmissbrauch“ und „Prozedur der völligen Melodiefreiheit. Geräusche, Stimmungen, purer Noise, pechschwarzer Krach, beschwörend und grauenvoll abartig.“ Euronymous, der das Album herausbrachte, hatte Abruptum als „The Audial Essence of Pure Black Evil“ (zu Deutsch etwa: „Die akustische Essenz des reinen, schwarzen Bösen“) bezeichnet, IT sah diese Beschreibung als zutreffend an und bestand darauf, dass Abruptum keine Band sei und keine Musik spiele.

## Gestaltung
Die ursprüngliche Pressung war „komplett in Schwarz gehüllt, ohne Infos und Songtitel“. Die folgenden DSP-Pressungen zeigen auf dem Cover den Schriftzug und den Titel des Albums, auf der Rückseite Bilder der Musiker und Informationen zur Entstehung der Aufnahmen. Bei der Wiederveröffentlichung bei Blooddawn Productions wurde ein neues Cover eingefügt.

## Rezeption
Mühlmann zufolge könnte das Album, wenn es heutzutage erschiene, in der „obligatorische[n], über 50 Euro kostende[n] Boxset-Version aus einer Mini-Gummizelle, jeder Menge Psychopharmaka sowie einem chirurgischen Besteck bestehen, mit dessen Hilfe sich der solvente Käufer selbst einweisen und zurechtschnitzen kann“. Abruptum sei „der wohl verrückteste, abartigste Auswurf des Black Metal der frühen Neunziger“ gewesen und Obscuritatem advoco amplectère me „das krasseste Album in der sehr kurzen, aber bewegten Historie des kultigen Labels“; es sei „[e]igentlich unhörbar, aber auf eine radikale Art und Weise von reinigender Wirkung. […] Diese beiden Typen, damals blutjung und voller überquellender Selbstzerstörung, meinten das damals ernst. Und das hört man in jeder Sekunde.“